# Zhenyuanopterus
Zhenyuanopterus byl rod pterodaktyloidního ptakoještěra, který žil v období spodní křídy na území dnešní Číny (provincie Liao-ning).